# Alimentação na Alemanha ocupada

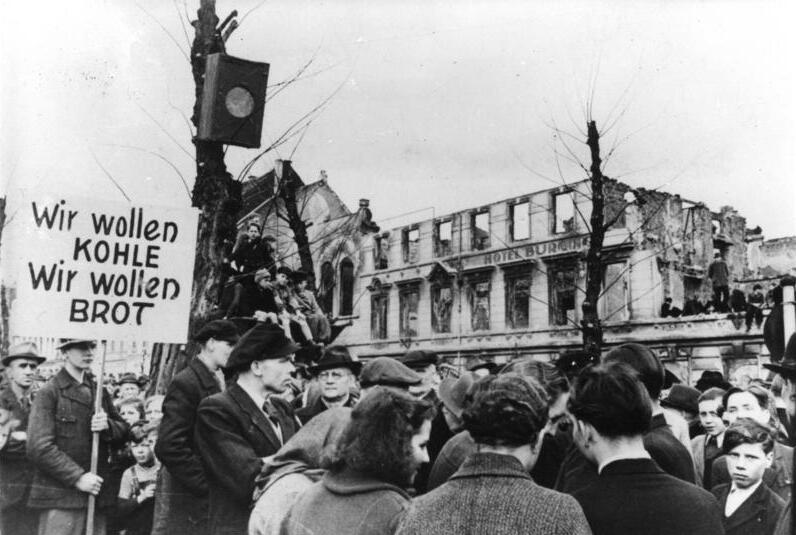
A fome do inverno de 1947 levou milhares a protestar contra a desastrosa situação alimentar (31 de Março de 1947).

A política alimentar americana na Alemanha ocupada refere-se às políticas de abastecimento alimentar aprovadas pelos Estados Unidos, e em certa medida, por seus Aliados, nas zonas de ocupação ocidentais da Alemanha durante os primeiros dois anos de ocupação do Oeste da Alemanha, após a segunda Guerra Mundial.

## Contexto
Pouco antes da eclosão da II Guerra Mundial, o governo alemão instituiu o racionamento, que resultou na diminuição da disponibilidade de alimentos. Ocasionais escassezes de alimentos ocorreram durante a guerra, criando um mercado negro. No entanto, os estoques alemães eram, em geral, adequados, especialmente em comparação com a situação em alguns outros países Europeus. Em parte, isso ocorreu devido à exploração cruel dos países ocupados pelo governo alemão. Estas políticas incluíram ao "Plano de Fome", que resultou na morte de milhões de pessoas nas áreas de ocupação alemã da União Soviética, no qual os alimentos eram redirecionadas para a Alemanha e as unidades militares alemãs na URSS. Rações inadequada de alimentos também faziam parte das políticas do Holocausto, resultando em dezenas de milhares de mortos somente em Varsóvia, e cerca de dois milhões de prisioneiros de guerra soviéticos morreram de fome por ações das forças alemãs durante o inverno de 1941/42.
A escassez generalizada de alimentos começou a ocorrer na Alemanha após o final da guerra, em maio de 1945. A produção de alimentos havia sido interrompida pela guerra, que destruiu solos agrícolas, rebanhos e máquinas. Além disso, houve uma escassez das forças de trabalho quando os trabalhadores escravizados, que tinham sido forçados a trabalhar em fazendas alemãs, voltaram para suas casas. A situação foi agravada por um período de mau tempo. Como resultado, a produtividade das fazendas alemãs era apenas o suficiente para fornecer moradores da cidade 1.000 calorias de nutrição por dia. Neste momento histórico, o abastecimento de alimentos era limitado em grande parte da Europa, incluindo o Reino Unido e a França, o que levou ao racionamento de guerra continuar em tempos de paz.

## Planos para a ocupação da Alemanha
Durante o planejamento para a ocupação da Alemanha, os Aliados foram confrontados com a questão de se as atribuições alimentares para o país deveriam ser definidas como o mínimo necessário para evitar doenças e transtornos políticos, ou alcançar níveis suficientes para atender plenamente as necessidades da população. Foi adotado um princípio de assegurar que os alemães não tivessem mais acesso a alimentos do que países aliados mais afetados pela guerra, porém isso não foi aplicado. O Quartel General Supremo das Forças Expedicionárias Aliadas inicialmente definiu rações de 2.600 calorias diárias para os alemães, a mesma dieta definida na Bélgica e na França e no topo do que a Administração de Alívio e Reabilitação das Nações Unidas considerava adequado.
Iniciada a ocupação da Alemanha, foi notado que os níveis pretendidos de alimentos eram impossíveis de serem alcançados. Os planejadores aliados subestimaram os danos sofridos pela infra-estrutura alemã, e superestimaram a capacidade dos alemães de cultivar seu próprio alimento. Assim, uma vez que os suprimentos que tinham sido armazenadas pelo governo alemão durante a guerra acabou, a ração escalas foram reduzidos a 1.000-1.250 calorias por dia. A maioria dos alemães civis eram capazes de complementar essas rações, no entanto. Às pessoas deslocadas, incluindo sobreviventes do Holocausto, foram alocadas porções mais generosas,entre 1.600 e 2.000 calorias por dia, porém poucas dessas pessoas estavam capacitadas para acessar outras fontes de alimento.

## Soldados alemães capturados
Após a rendição alemã, os EUA decidiram designar um grande número de prisioneiros alemães como Forças Inimigas Desarmadas (FID) ao invés de prisioneiros de guerra, o que lhes protegeria sob a convenção de Genebra e, portanto, lhes daria direito à mesma quantidade de alimentos que as tropas dos EUA.
As condições  que esses prisioneiros tinham de suportar eram muitas vezes difíceis. Grande parte dos campos de concentração na Alemanha Ocidental, especialmente no começo da ocupação, eram enormes campos cercados de arame farpado, com abrigos insuficientes  (ver Rheinwiesenlager). Quando  não havia mais perigo de uma retaliação alemã contra os prisioneiros de guerra aliados, "houve menos esforço na busca de formas de sanar problemas de escassez de alimento e abrigo, e, conseqüentemente, dezenas de milhares de prisioneiros morreram de fome e doenças que poderiam ter sido evitadas".
A Cruz Vermelha Internacional nunca recebeu permissão para envolver-se totalmente na situação desses campos, e mesmo que as condições neles estivessem melhorando gradualmente, até as estimativas mais conservadoras  colocam o número de mortos, apenas nos campos franceses, em mais de 16.500 em 1945.
Após a rendição alemã, a Cruz Vermelha Internacional foi proibida de fornecer ajuda, na forma de alimentação ou visitas aos campos de prisioneiros. No entanto, no outono de 1945, foi autorizada a investigar os campos das zonas ocupadas pelo Reino Unido e pela França, bem como a prestar socorro aos prisioneiros dessas zonas.
Em 4 de fevereiro de 1946, a Cruz Vermelha foi autorizada a visitar e ajudar os prisioneiros na zona de ocupação dos EUA, embora apenas com quantidades muito pequenas de comida. Durante as visitas, os delegados observaram que os prisioneiros de guerra alemães frequentemente estavam detidos em péssimas condições. A organização chamou a atenção das autoridades para esse fato, e, gradualmente, conseguiu fazer algumas melhorias feitas.

## População civil alemã
A Cruz Vermelha alemã, que durante a guerra tinha se tornado um braço do governo nazista sob a administração de Ernst Grawitz (uma grande figura em experiências médicas com judeus e "inimigos do Estado"), foi dissolvida, e a Cruz Vermelha Internacional e a algumas outras agências humanitárias internacionais foram impedidos de ajudar os alemães, por meio de restrições rigorosas sobre dos suprimentos e viagens.
Durante 1945, foi estimado que o alemão médio nas zonas de ocupação dos EUA e do Reino Unido recebeu 1.200 calorias por dia. Entretanto, pessoas deslocadas  não alemãs receberam 2.300 calorias diárias, por meio de importações de alimentos emergenciais e da ajuda da Cruz Vermelha.
Temendo uma revolta nazista, forças de ocupação dos EUA estavam sob ordens estritas de não compartilhar seus alimentos com a população alemã, e isto também foi aplicado para suas esposas quando elas chegaram mais tarde na ocupação. As mulheres receberam ordens de não permitir que o seus empregados alemães se apossassem de qualquer sobras; "a comida deveria ser destruída ou tornada não comestível", apesar de que, em vista da fome da população alemã, muitas donas de casa optaram por desconsiderar estas ordens oficiais. No entanto, de acordo com uma pesquisa americana, um professor de uma universidade alemã teria dito: "Seus soldados são de boa índole, bons embaixadores; mas eles criam atritos desnecessários ao derramar vinte litros de sobras de chocolate quente na sarjeta quando ele é tão necessário em nossas clínicas. Torna-se difícil, para mim, defender a democracia americana entre meus conterrâneos."
No início de 1946, o Presidente dos EUA, Harry S. Truman permitiu que organizações de ajuda estrangeiras entrassem na Alemanha a fim de examinar a situação alimentar. Em meados de 1946, era permitido que organizações de socorro não-alemãs ajudassem as crianças famintasalemãs. A situação alimentar alemã situação tornou-se pior durante o inverno muito frio de 1946-47, quando a ingestão de calorias alemãs variou entre 1.000 a 1.500 calorias por dia, uma situação agravada pela grave falta de combustível para aquecimento. A média de calorias ingeridas por adultos nos EUA era de 3.200–3.300, no Reino Unido, 2,900 e no Exército dos EUA, de 4.000.
Os efeitos da crise alimentar, nos indicadores de saúde e de mortalidade alemã têm sido um assunto de alguma contenção. Sobre as zonas anglo-americanas, Herbert Hoover informou que, no outono de 1946, a fome aumentou em 40% a taxa de mortalidade entre os alemães com mais de 70 anos. No entanto, John Farquharson cita estatísticas que indicam que a incidência de edemas de fome foi baixo em 1946-1947. De acordo com o British Medical Journal, a taxa de mortalidade na zona inglesa estava acima de seus níveis pré-guerra até junho de 1946, quando voltou aos níveis de 1938. Além disso, uma vez que se tornou claro que não haveria nenhuma rebelião, como ameaçado pelos nazistas durante a guerra, controles de alimentos foram relaxados.
O historiador Nicolau Balabkins nota que as restrições aliadas sob a produção de aço, e seu controle sobre a produção de carvão e o aço foi proposital, significando que ofertas das nações da Europa Ocidental para trocar alimentos por carvão e máquinas alemãs foram rejeitadas. Nem os italianos nem os holandeses poderiam vender seus legumes na Alemanha, como faziam antes da guerra, e os holandeses tiveram que destruir proporções consideráveis de suas colheitas. A Dinamarca ofereceu 150 toneladas de banha por mês; a Turquia ofereceu avelãs; a Noruega ofereceu peixes e óleo de peixe; a Suécia ofereceu quantidades consideráveis de gorduras. Os Aliados, no entanto, não estavam dispostos a deixar os alemães negociar.
Outra consequência da política aliada de "desarmamento industrial" foi a de que houve uma queda drástica na disponibilidade de fertilizantes para a agricultura da Alemanha, diminuindo ainda mais a produção de alimentos.
O taxa de mortalidade infantil na Alemanha era duas vezes maior do que a de outros países da Europa Ocidental, até o fim de 1948.
A alimentação adequada da população alemã na Alemanha ocupada era uma obrigação legal dos Aliados, de acordo com o Artigo 43 das Convenções de Haia de 1907.

## JCS 1067
Um "Manual para o Governo Militar na Alemanha" foi publicado em agosto de 1944, e defendia a rápida restauração da vida normal para o povo alemão e a reconstrução da Alemanha. O secretário do Tesouro dos EUA, Henry Morgenthau, Jr., autor do Plano Morgenthau para a partição e a desindustrialização da Alemanha pós-guerra, levou-o para o presidente Franklin D. Roosevelt, que depois de lê-lo, rejeitou-o.
Um novo documento foi redigido, a diretiva 1067 do Estado-Maior Conjunto dos Estados Unidos (JCS 1067). Aqui, o governo militar de ocupação era ordenado a "...não dar passos olhando para a recuperação econômica da Alemanha [ou] com o intuito de manter ou fortalecer a economia alemã", e era também ordenado a manter a fome, as doenças e os distúrbios civis em níveis que não representassem um perigo para as tropas de ocupação.
Em 20 de março de 1945, o Presidente Roosevelt foi avisado de que o JCS 1067 não era viável: seria deixar que os alemães "cozinhassem em seu próprio suco". A resposta de Roosevelt foi: "Deixe que tenham  cozinhas de sopa! Deixe que sua economia afunde!" Perguntado se ele queria que o povo alemão morresse de fome, ele respondeu: "Por que não?"
Em agosto de 1945, o General Clay foi se tornando cada vez mais preocupado com a situação política e humanitária na área sob a sua responsabilidade. Ele afirmou que "Não há possibilidade de escolha entre ser um comunista com 1.500 calorias por dia e um democrata com 1000 calorias".
Dois anos mais tarde, em julho de 1947, a JCS 1067 foi descartada e substituída pela JCS 1779, que observava que "uma Europa ordenada e próspera requer as contribuições econômicas de uma Alemanha estável e produtiva." 
Mais tarde, o General Clay diria em suas memórias que "não havia dúvida de que a JCS 1067 contemplava a Paz cartaginesa que dominou nossas operações na Alemanha durante os primeiros meses de ocupação."

## Consequências
Nicholas Balabkins tem uma visão favorável da política aliada, afirmando que as remessas americanas de alimentos salvaram a vida de "milhões de alemães", embora a escassez persistisse até 1948. Balabkins também observa que as rações alimentares distribuídas eram de má qualidade e "consideravelmente abaixo dos padrões de nutrição mínimos exigidos"; e os que não tinham acesso a outras fontes de alimentos acabariam famintos. Balabkins também cita uma autoridade que afirmou que as rações "representaram uma forma bastante rápida de fome".

### Citações
1. ↑  Enssle (1987), p. 482
2. ↑  Collingham (2012), pp. 216–218
3. ↑  Collingham (2012), p. 207
4. ↑  Collingham (2012), p. 194
5. ↑  Collingham (2012), p. 467
6. ↑  Buruma (2013), p. 63
7. ↑  Buruma (2013), p. 64
8. 1 2  Grossmann 2011, p. 122.
9. ↑  Grossmann 2011, p. 131.
10. ↑  S. P. MacKenzie The Treatment of Prisoners of War in World War II, The Journal of Modern History, Vol. 66, No. 3. (Sep., 1994), pp. 487–520.
11. ↑  Note: S. P. MacKenzie ...(ICRC) requested assurances from the belligerents that they intended to abide by the terms of the 1929 Geneva Convention. For these states to do so, however, would involve maintaining adequate standards regarding food, shelter, labor, and hygiene – all roughly equal to those granted rear-area troops.
12. 1 2  Staff. ICRC in WW II: German prisoners of war in Allied hands, 2 February 2005
13. ↑  The humanitarians: the International Committee of the Red Cross, page 45 David P. Forsythe, Cambridge University Press
14. ↑  Richard Dominic Wiggers pg. 281–82
15. ↑  Richard Dominic Wiggers pg. 280
16. ↑  Richard Dominic Wiggers pg. 279
17. ↑  Eugene Davidson The Death and Life of Germany p.85 University of Missouri Press, 1999 ISBN 0-8262-1249-2
18. ↑  Eugene Davidson The Death and Life of Germany p.86 University of Missouri Press, 1999 ISBN 0-8262-1249-2
19. ↑  Richard Dominic Wiggers pg. 282
20. ↑  Richard Dominic Wiggers p. 244
21. ↑  Richard Dominic Wiggers p. 285
22. ↑  The President's Economic Mission to Germany and Austria, No. 1, pg. 8
23. ↑  John E. Farquharson, The Western Allies and the Politics of Food, pg. 237.
24. ↑  British Medical Journal, November 30, 1946.
25. ↑  Nicholas Balabkins, Germany Under Direct Controls: Economic Aspects of Industrial Disarmament 1945–1948, Rutgers University Press, 1964 p. 125
26. ↑  Nicholas Balabkins, Germany Under Direct Controls: Economic Aspects of Industrial Disarmament 1945–1948, Rutgers University Press, 1964 p. 91
27. ↑  Richard Dominic Wiggers pg. 286
28. ↑  Nicholas Balabkins, Germany Under Direct Controls: Economic Aspects of Industrial Disarmament 1945–1948, Rutgers University Press, 1964 p. 101
29. ↑  Richard Dominic Wiggers p. 274
30. ↑  Richard Dominic Wiggers p. 279. "In postwar Germany and Japan, the U.S. Army financed the most urgent food imports by citing obligations under Article 43 of The Hague Rules of Land Warfare."
31. ↑  Michael R. Beschloss, The Conquerors: Roosevelt, Truman and the Destruction of Hitler's Germany, 1941—1945, pg. 196.
32. ↑  Pas de Pagaille! Time Magazine, July 28, 1947.
33. ↑  A Nation at War in an Era of Strategic Change, p.129 (Google Books)
34. ↑  Balabkins,Germany Under Direct Controls: Economic Aspects of Industrial Disarmament, pp. 100–103
35. ↑  Balabkins,Germany Under Direct Controls: Economic Aspects of Industrial Disarmament, pp. 102,107,108
36. ↑  Balabkins,Germany Under Direct Controls: Economic Aspects of Industrial Disarmament, p.107
37. ↑  Note to the previous reference: Specified in footnote as the Testimony in the 1947 Hearings of the House Committee on Appropriations by Dennis A. FitzGerald, Secretary General of the International Emergency Food Council

### Obras consultadas
- Buruma, Ian (2013). Year Zero : A History of 1945. [S.l.: s.n.] ISBN 9781594204364
- Collingham, Lizzie (2012). The Taste of War : World War Two and the Battle for Food. [S.l.: s.n.] ISBN 9780141028972
- «The Harsh Discipline of  Food Scarcity in Postwar Stuttgart,  1945–1948». German Studies Review. 10
- «Grams, Calories, and Food: Languages of Victimization, Entitlement, and Human Rights in Occupied Germany, 1945–1949». Central European History. 44. JSTOR 41238390

## Leitura complementar
- Steven Bela Vardy e T. Caça Tooley, eds. A Limpeza étnica na Europa do Século xx, Boulder: Columbia University Press, 2003, ISBN 0-88033-995-0. capítulo Richard Domingos Wiggers, "Os Estados Unidos e a Recusa Alimentar alemão Civis após a II Guerra Mundial"
- William Langer, A Fome, na Alemanha, Publicado pelo Governo dos EUA. imprimir. deslig., 1946[1]
- Alexander Häusser, Gordiano Maugg, Hungerwinter: Deutschlands humanitäre Katastrophe 1946/47, 2009, ISBN 978-3-549-07364-3
- Eugene Davidson, A Vida e a Morte, da Alemanha, da Universidade de Missouri Press, 1999 ISBN 0-8262-1249-2
- Nicholas Balabkins, Alemanha Em Direto Controles: Aspectos Econômicos da produção Industrial de Desarmamento 1945-1948, Rutgers University Press, 1964
- Herbert Hoover, "O Presidente da Missão Econômica para a Alemanha e Áustria: Relatório N ° 1 – Agricultura alemão e Necessidades Alimentares", 28 de fevereiro de 1947.